# Sammlung Verbund
Die Sammlung Verbund ist eine Kunstsammlung des österreichischen Stromkonzerns Verbund AG in Wien.

## Inhalte
Die Firmensammlung wurde ab 2004 von Gabriele Schor aufgebaut und ist auf zeitgenössische internationale Kunst mit einem Schwerpunkt auf Feministische Kunst von 1970 bis in die Gegenwart ausgerichtet. Die Auswahl der Werke erfolgt durch die Sammlungsleiterin Gabriele Schor mit einem Beirat von internationalen Kuratoren und Kunstkritikern, so 2008 mit Sean Rainbird, Direktor der Staatsgalerie Stuttgart und Philipp Kaiser, Kurator am Museum of Contemporary Art, Los Angeles. Das jährliche Ankaufsbudget betrug in ersten Jahren eine Million Euro; 2020 standen 150.000 Euro zur Verfügung.
Die Sammlung besteht aus Werkgruppen wie dem Frühwerk von Cindy Sherman und von weiteren Künstlerinnen der feministischen Avantgarde (Francesca Woodman, Hannah Wilke, Birgit Jürgenssen, Renate Bertlmann, Valie Export, Ana Mendieta, Ketty La Rocca, Suzy Lake, Martha Wilson, Annegret Soltau u. a.). Unter dem Motto „Spaces & Places“ sammelte der Verbund Kunst, die sich mit „der Wahrnehmung von Räumen und Orten“ befasst und ebenfalls in den 1970er Jahren wurzelt, darunter von amerikanischen Künstlern wie David Wojnarowicz, Gordon Matta-Clark und Fred Sandback. Jüngste Neuerwerbungen sind dem Schwerpunkt „Gender, Identität und Diversität“ gewidmet, unter anderem mit Fotoarbeiten von Zanele Muholi aus Südafrika. 
Die erste große Ausstellung mit Werken aus der Sammlung fand 2007 im Museum für angewandte Kunst (Wien) statt unter dem Titel Held together with Water. Die Ausstellungsreihe Feministische Avantgarde mit über 600 Werken internationaler Künstlerinnen wanderte ab 2010 europaweit durch mehr als zehn Städte. 2024 widmete die Albertina (Wien) der Sammlung eine Jubliläumsausstellung.
Neben großen Sammlungspräsentationen wird eine wechselnde Auswahl der Werke in der Vertikalen Galerie der Verbund-Zentrale am Hof in Wien gezeigt. Die Galerie ist mit Voranmeldung im Rahmen eines Kunstgesprächs frei zugänglich.

## Kunst im öffentlichen Raum

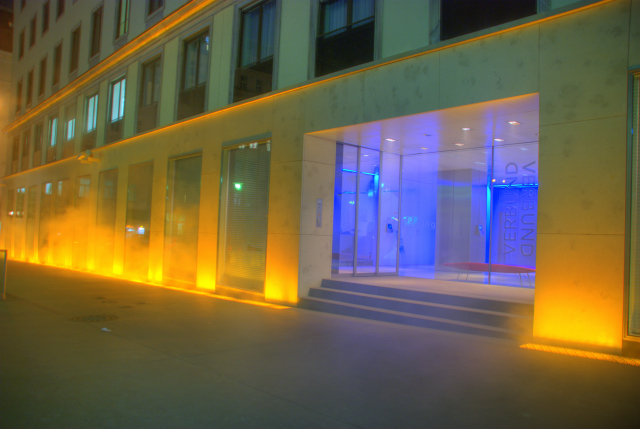
Ólafur Elíasson: Yellow fog, Am Hof, Wien

Yellow fog ist eine Kunstinstallation von Ólafur Elíasson an der Fassade des Konzerns Am Hof. Täglich bei Einbruch der Dämmerung färbt gelbes Licht einen künstlich erzeugten Nebel, der im Dreiminutentakt aus Gittern entlang der Gebäudefront dringt. Die Installation, die seit 2008 in Wien dauerhaft zu sehen ist, zeigte Eliasson erstmals 1989 in New York. Laut Gabriele Schor wurde sie nach einer dreijährigen Vorbereitungszeit von der Stadt Wien genehmigt.

## Sammlungspräsentationen
- 2007 Museum für angewandte Kunst, Wien (Held Together With Water)
- 2008 Museum of Modern Art, Istanbul
- 2010 Galleria Nazionale d’Arte Moderna, Rom (Feministische Avantgarde der 1970er Jahre)
- 2010/11 Bank Austria Kunstforum Wien, Wien (Birgit Jürgenssen-Retrospektive)
- 2012 Museum der Moderne Mönchsberg, Salzburg (Open Spaces I Secret Places)
- 2013 PHotoEspaña, Círculo de bellas Artes, Madrid  (Feministische Avantgarde)
- 2014 BOZAR Centre for Fine Arts, Brussels  (Feministische Avantgarde)
- 2014/15 Mjellby Konstmuseum – Halmstadgruppens Museum, Halmstad (Feministische Avantgarde)
- 2015 Hamburger Kunsthalle, Hamburg  (Feministische Avantgarde)
- 2016 BOZAR Centre for Fine Arts, Brüssel (Open Spaces I Secret Places)
- 2016/2017 Photographers‘ Gallery, London  (Feministische Avantgarde)
- 2017 Museum Moderner Kunst Stiftung Ludwig Wien  (Feministische Avantgarde)
- 2017/18 Zentrum für Kunst und Medien, Karlsruhe  (Feministische Avantgarde)
- 2018 Stavanger Art Museum, Stavanger  (Feministische Avantgarde)
- 2018/2019 The Brno House of Arts, Brünn  (Feministische Avantgarde)
- 2019 Centro de Cultura Contemporània de Barcelona  (Feministische Avantgarde)
- 2021/22 Lentos Kunstmuseum Linz  (Feministische Avantgarde)
- 2022 Museum of Contemporary Art Vojvodina, Novi Sad  (Feministische Avantgarde)
- 2022 Les Rencontres de la Photographie d'Arles, Arles  (Feministische Avantgarde)
- 2024 Albertina, Wien: 20 Jahre Sammlung Verbund Wien[8]

## Ausstellungen in der Vertikalen Galerie
- 2008 Raum und Architektur. Architekturtage
- 2008 Fred Sandback / Ólafur Elíasson
- 2008/09 Double Face. Das Spiel der Verwandlung
- 2009 Birgit Jürgenssen. Pulsschlag einer Sinnlichkeit
- 2010 Real Estates. Erinnerungen an Orte / Spuren vom Verschwundenen
- 2011 Loan Nguyen – Prinzip Zartgefühl
- 2012 Cindy Sherman. That´s me - That´s not me. Frühe Werke 1975-1977
- 2014 Francesca Woodman
- 2014 my private world.
- 2016 Renate Bertlmann. Amo ergo sum. Ein subversives Politprogramm.
- 2018/19 Louise Lawler. She's here.[9]
- 2020/21 Feministische Avantgarde. Made in Austria.
- 2023 Orlan. Six Decades.

## Publikationen
- Held Together With Water. Kunst aus der Sammlung Verbund, hrsg. von Gabriele Schor. Mit Textbeiträgen von Yve-Alain Bois. Verlag Hatje Cantz, Ostfildern 2007, ISBN 978-3-7757-1952-0.
- Suyun Bir Arada Tuttuğu. Verbund Koleksiyonu´ndan Sanat. Held Together With Water. Kunst aus der Sammlung Verbund, Ausstellungskatalog, 2008 (Museum Istanbul Modern)
- Birgit Jürgenssen, hrsg. von Gabriele Schor und Abigail Solomon-Godeau. Hatje Cantz, 2009
- Cindy Sherman. Das Frühwerk 1975-1977. Catalogue Raisonné, hrsg. von Gabriele Schor. Hatje Cantz, 2012
- Open spaces | secret places. Werke aus der Sammlung Verbund, hrsg. von Gabriele Schor, Veit Ziegelmaier. Verlag der Buchhandlung Walther König, 2012
- Francesca Woodman. Werke aus der Sammlung Verbund, hrsg. von Gabriele Schor, Elisabeth Bronfen. Verlag der Buchhandlung Walther König, 2014
- Feministische Avantgarde. Kunst der 1970er Jahre. Sammlung Verbund, Wien, hrsg. von Gabriele Schor. Prestel, 2016
- Renate Bertlmann. Works 1969-2016. Ein subversives Politprogramm, hrsg. von Gabriele Schor, Jessica Morgan. Prestel 2016
- Louise Lawler. Selected and Related. Works by Louise Lawler acquired by the Sammlung Verbund Collection, Vienna & Others, hrsg. von Gabriele Schor. Verlag der Buchhandlung Walter König 2018